# Bernard Genoud
Pour les articles homonymes, voir Genoud.
Bernard Genoud, né le 22 février 1942 à Châtel-Saint-Denis et mort à Fribourg le 21 septembre 2010, est un prélat suisse, évêque du diocèse de Lausanne, Genève et Fribourg de 1999 à 2010.

## Famille
Bernard Genoud est le fils de Henri Genoud (né le 15 août 1901) et de Hermance Currat (née en avril 1905). Son frère Michel, né le 2 décembre 1936, était également prêtre,.

## Études
Il étudie d'abord au collège de l'abbaye de Saint-Maurice où il obtient sa maturité en 1963 puis au séminaire de Fribourg où il est l'élève de Charles Journet, Pierre Mamie et Gabriel Bullet.
Après son ordination, le 22 juin 1968, il est pendant trois ans vicaire à Montreux avant de reprendre des études de philosophie et d'obtenir sa licence en 1975. Pendant ses études, il suit également l'enseignement du séminaire pédagogique à Fribourg.

## Enseignant
Après ses études, Bernard Genoud enseigne au Collège Saint-Michel (Fribourg) puis également, de 1976 à 1994, au Collège du Sud à Bulle, où il ouvre un cours de philosophie. De 1975 à 2006, il enseigne la philosophie à l'École de la Foi de Fribourg.
De 1981 à 1994, il est prêtre à Lessoc. En 1994, il dirige le séminaire du diocèse de Lausanne, Genève et Fribourg à Villars-sur-Glâne tout en continuant à enseigner la théologie et la philosophie à l'école de la Foi. Il est également chargé de cours en théologie à l'Université de Fribourg jusqu'à son ordination épiscopale.

## Évêque
Le 16 mars 1999, Bernard Genoud est nommé évêque de Lausanne, Genève et Fribourg et ordonné le 24 mai 1999, par plusieurs évêques dont Amédée Grab qui préside la célébration en la cathédrale de Fribourg.
Pendant son épiscopat, le financement des activités du diocèse reste une préoccupation majeure. Il accepte une réforme du financement de la Fédération des paroisses vaudoises qui donne une plus grande autonomie à l'Église concernant l'utilisation des fonds reçus de l'État de Vaud. Comme évêque, il a bénéficié de la collaboration de deux évêques auxiliaires nommés avant lui : Pierre Bürcher consacré en 1994 et qui devint évêque en Islande dès 2007, et Pierre Farine, consacré en 1996 et qui est resté en fonction jusqu'à sa démission acceptée le 30 juin 2015.
En 2009, il est nommé chanoine d'honneur de l'abbaye de Saint-Maurice. 
Il meurt le 21 septembre 2010 d'un cancer du poumon,.

## Accusation d'abus sexuels
Le 11 décembre 2023, l'évêque Charles Morerod fait une déclaration à la presse qui met en cause son prédécesseur, Bernard Genoud, accusé d'abus sexuels par une femme, alors âgée de 19 ans. Les faits remontent à l'époque où Bernard Genoud enseignait au Collège du Sud à Bulle, entre 1976 et 1994,.

## Sources
- Diocèse de Lausanne, Genève et Fribourg, « Biographie de Bernard GENOUD, évêque de Lausanne, Genève et Fribourg », 2010 (consulté le 20 août 2011)

- Évêché de Lausanne, Genève et Fribourg, « Communiqué de presse : Bernard Genoud est décédé », 2010 (consulté le 20 août 2011)